# Guljanci
Guljanci (in bulgaro Гулянци?) è un comune bulgaro situato nella Regione di Pleven di 15 863 abitanti (dati 2009). La sede comunale è nella località omonima.

## Località
Il comune è formato dall'insieme delle seguenti località:
- Brest
- Dăbovan
- Dolni Vit
- Gigen
- Guljanci (sede comunale)
- Iskăr
- Kreta
- Lenkovo
- Milkovica
- Šijakovo
- Somovit
- Zagražden